# قناطر، حماة
قناطر (به عربی: القناطر) یک روستا در سوریه است که در ناحیه حمرا واقع شده‌است. قناطر ۲۵۶ نفر جمعیت دارد.